# Campamento educativo

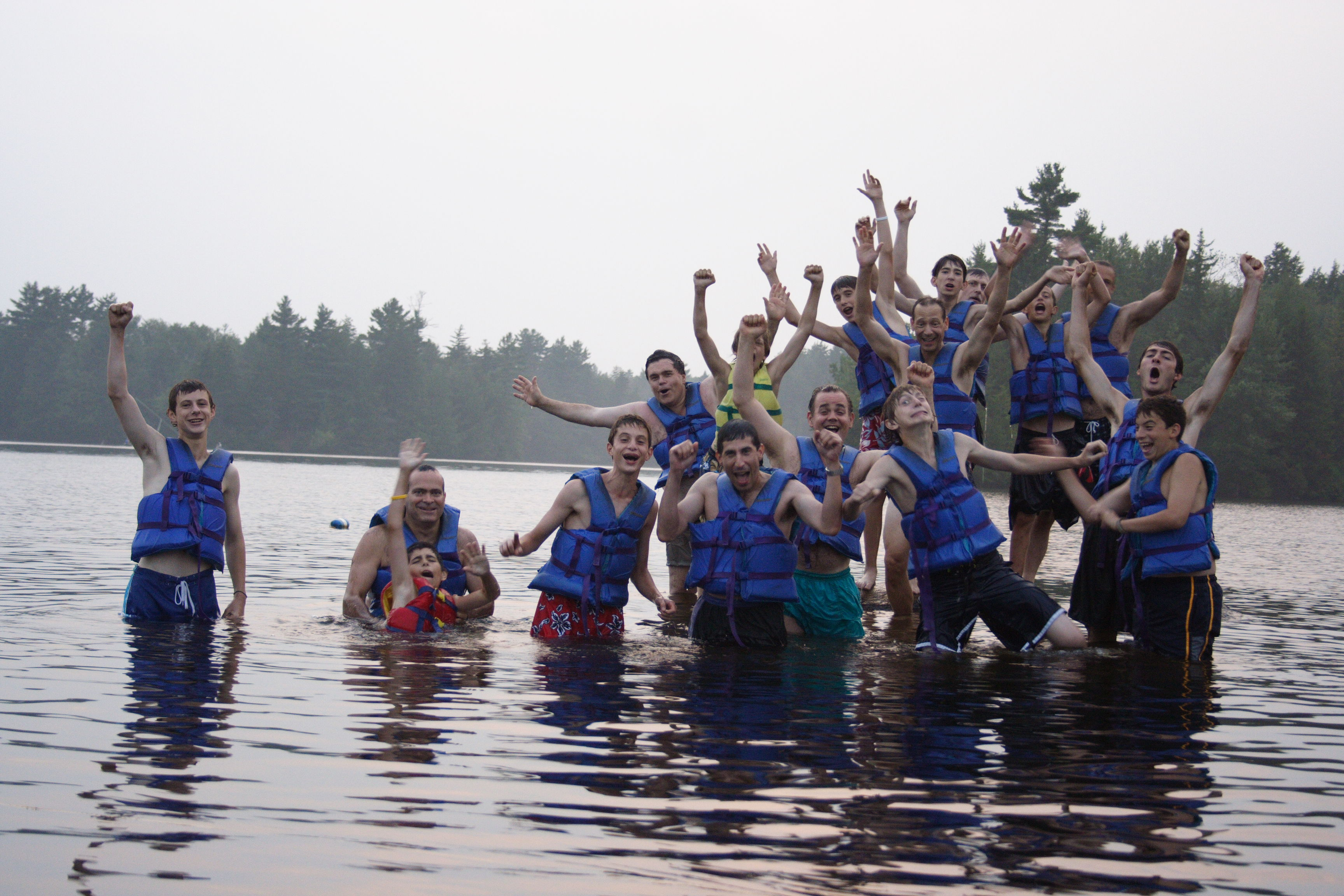
Asistentes a un campamento de verano

El campamento educativo es un programa educativo y de ocio destinado a niños o adolescentes y que se realiza durante las vacaciones escolares. También se denomina campamento escolar, campamento de verano, colonia escolar o colonia de verano.

## Historia
Las primeras colonias escolares estaban destinadas a niños de familias de escasos recursos y orientadas a garantizar la buena alimentación y condiciones de salud e higiene de los niños, así como a favorecer el contacto de los niños con la naturaleza. En España, en el primer tercio del siglo XX, destacaron especialmente las colonias promovidas por la Institución Libre de Enseñanza.

## Concepto

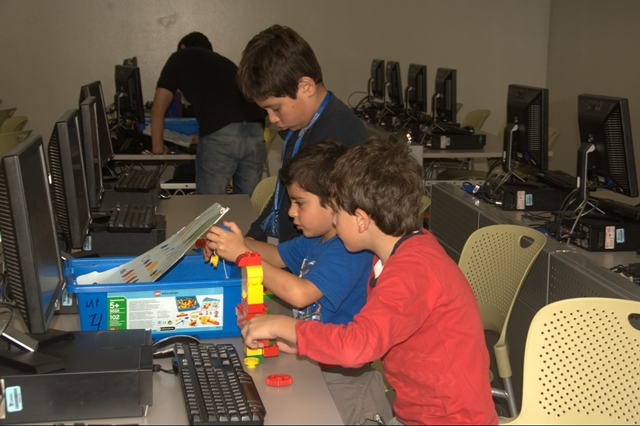
Niños en un programa sobre la robótica del verano en el Instituto Tecnológico y de Estudios Superiores de Monterrey, Campus Ciudad de México.

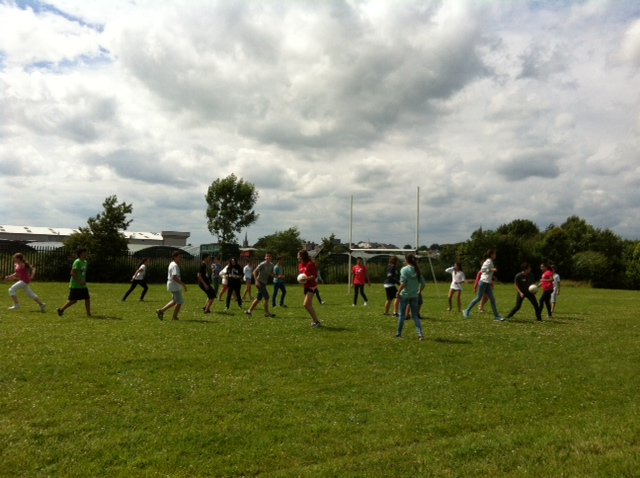
Grupo de jóvenes participa en las actividades del campamento de verano en Inglaterra

La visión tradicional de un campamento de verano es una estancia, generalmente de una o dos semanas, en un paraje natural (montaña, campo, litoral...), donde los niños se alojan en tiendas de campaña, bungalows o cabañas y practican actividades ligadas a la naturaleza como las excursiones al aire libre, la orientación, la escalada y el piragüismo.
Sin embargo, en la actualidad también existen campamentos urbanos y otras modalidades que ofrecen una mayor variedad de actividades, así como campamentos especializados en niños y adolescentes con necesidades educativas especiales, o para adolescentes LGBT.

## Monitores de tiempo libre
Para llevar a cabo un campamento escolar, se necesita de unos monitores titulados, formados en el ámbito de la materia, capacidades de convivencia, organización de tareas y actividades en grupo o individuales, protección, seguridad, creatividad, etc.
Los monitores y educadores se encargan de orientar, educar y vigilar a los niños en las diversas actividades que se desarrollan a lo largo del día. Los monitores se tienen que caracterizar por crear un clima de alegría y de espíritu de cooperación. Esta actividad constituye una simbiosis entre deporte, cultura y medio ambiente.